# Genowefa Pigwa
Genowefa Pigwa – wcielenie kabaretowe Bronisława Opałki. To postać wiejskiej kobiety z fikcyjnej wsi Napierstków w Kieleckiem, odzianej w charakterystyczną zapaskę i chustkę na głowie. W dowcipnych monologach, wywiadach z nią przeprowadzanych oraz piosenkach wyśmiewała polskie przywary oraz komentowała rzeczywistość (także polityczną). Bronisław Opałko, grając rolę Genowefy Pigwy, specjalnie modulował głos oraz charakterystycznie się śmiał, posługując się wiejską gwarą (np. „ło Matko Jedyno”).
Genowefa Pigwa był to jeden z fenomenów kabaretowych. Opałko pod tą postacią jeździł po kraju z występami (niektórzy do dziś uważają, że Pigwa jest kobietą). W jego monologach często przewija się wątek, że była wielokrotną miss Napierstkowa. Postać ta nie reprezentuje dziedziny aktorstwa o charakterze drag queen.
Humorystyczne jest też wpisywanie się ludyczności humoru Pigwy w zmieniające się trendy światowe (Pigwa i disco polo, Pigwa rapuje).
Postać pojawiała się m.in. w cyklu „Spotkań z balladą” (np. w wyemitowanych w telewizji w latach 1984–1985 odcinkach: 32. Ostra zima; 33. Całe szczęście; 34. Szczyt wszystkiego). Pigwa nagrała też kilka kaset i płyt ze skeczami oraz piosenkami.
Od roku 2005 do 2018 istniał cykl Radio Pigwa, audycja radiowa emitowana co niedzielę o godzinie 14 przez Radio Kielce. Głównym autorem tekstów w programie był Andrzej Błaszczyk, który stworzył postać Genowefy Pigwy. Dodatkowo program współtworzył Sebastian Przybyłowicz (jako Młodszy Redaktor) oraz autor tekstów Ryszard Biskup. Za realizację audycji od początku istnienia odpowiadał realizator Jerzy Szczepanek.
Przykładowa twórczość
- „Pigwa z nędzą przez kraj pędzą”
- „Dyskoteka w Napierstkowie”
- „Genowefa Pigwa w Zespole Adwokackim Dyskrecja – Prywatna Izba Wytrzeźwień”